# Османагаоглу, Ильхан
Ильха́н Бурджу́ Османа́гаоглу́ (тур. İlhan Burcu Osmanağaoğlu; род. Хопа) — турецкий кёрлингист.
В составе мужской сборной Турции участник трёх чемпионатов Европы (лучший результат — девятнадцатое место в 2013). В составе смешанной сборной Турции участник двух чемпионатов Европы (оба раза заняли двадцать третье место). В составе смешанной парной сборной Турции участник чемпионата мира 2012 (заняли двадцать первое место).

## Команды
| Сезон                                               | Четвёртый           | Третий              | Второй                | Первый               | Запасной                                            | Турниры              |
| --------------------------------------------------- | ------------------- | ------------------- | --------------------- | -------------------- | --------------------------------------------------- | -------------------- |
| 2010—11                                             | Кадир Чакыр         | Ильхан Османагаоглу | Gokce Ulugay          | Oguzhan Dikmen       | Murat Sagir тренер: Брайан Грей                     | ЧЕ 2010 (30 место)   |
| 2011—12                                             | Ильхан Османагаоглу | Cagri Bayraktar     | Кадир Чакыр           | Muhammet Oguz Zengin | Yusuf Bayraktutan тренер: Фатих Агдуман             | ЧЕ 2011 (27 место)   |
| 2013—14                                             | Алиджан Караташ     | Ильхан Османагаоглу | Билал Омер Чакыр      | Murat Sagir          | Muhammet Oguz Zengin тренер: Gerry "Soupy" Campbell | ЧЕ 2013 (19 место)   |
| Кёрлинг среди смешанных команд (mixed curling)      |                     |                     |                       |                      |                                                     |                      |
| 2010—11                                             | Ильхан Османагаоглу | Aysun Ergin         | Tugrul Sinasi Sahiner | Ознур Полат          | Ali Osman Sahin, Seyda Zengin                       | ЧЕСК 2010 (23 место) |
| 2011—12                                             | Ознур Полат         | Ильхан Османагаоглу | Айше Гёзюток          | Yusuf Bayraktutan    | Aysun Ergin, Muhammet Oguz Zengin                   | ЧЕСК 2011 (23 место) |
| Кёрлинг среди смешанных пар (mixed doubles curling) |                     |                     |                       |                      |                                                     |                      |
| 2011—12                                             | Элиф Кызылкая       | Ильхан Османагаоглу |                       |                      | тренер: Фатих Агдуман                               | ЧМСП 2012 (21 место) |

(скипы выделены полужирным шрифтом)